# Am Strand (Ian McEwan)
Am Strand (Originaltitel: On Chesil Beach) ist ein 2007 erschienener Roman des englischen Schriftstellers Ian McEwan.

## Inhalt
Im Juli 1962 befinden sich Edward Mayhew und Florence Ponting in einem Hotel an einem Strand (Chesil Beach) in Dorset. Dort wollen sie ihre Hochzeitsnacht und die Flitterwochen verbringen. Die beiden, nur wenige Jahre über 20, kommen aus sehr unterschiedlichen Familien. Edwards Mutter ist infolge eines Unfalls mit einer schweren Kopfverletzung gehirngeschädigt. Er hat zwei jüngere Geschwister, Zwillinge. Sein Vater ist Lehrer und kümmert sich neben seiner Arbeit aufopfernd um die ganze Familie, insbesondere um die Mutter, die trotz ihrer Behinderung mit ihnen zusammenlebt. 

Die Familie Ponting dagegen ist konservativ und wohlhabend, der Vater Unternehmer, die Mutter Dozentin in Oxford. Florence hat eine jüngere Schwester. Die meisten Hausarbeiten werden von der täglich erscheinenden Zugehfrau besorgt.
Edward hat Geschichte studiert, Florence die Musikhochschule besucht und wird sich im Laufe der Zeit zu einer angesehenen Violinistin entwickeln. Sie lernen sich anlässlich einer politischen Versammlung kennen, was auf die sich anbahnenden gesellschaftlichen Veränderungen Ende der 1960er Jahre hindeutet.
Edward und Florence sind heftig ineinander verliebt, aber beide warten mit ganz unterschiedlichen Gefühlen auf das, was sich in der Hochzeitsnacht nun endlich vollziehen soll. Edward hat bisher vergeblich versucht, Florence in der kurzen Zeit vor ihrer Eheschließung auch sexuell näher zu kommen. In der Hochzeitsnacht ist er sexuell stark erregt, während Florence geängstigt und geradezu abgestoßen ist von dem, was sie auf sich zukommen sieht. Doch sie möchte Edward unter keinen Umständen verletzen. Beide finden keine Worte für ihre Befindlichkeit, ja Florence ist sogar davon überzeugt, dass es für ihr Dilemma überhaupt keine Worte gibt.
In intensiven psychologischen Rück- und Einblicken in das Innenleben der beiden Protagonisten wird dargestellt, was die zwei über sich selber und über ihre sexuellen Erwartungen dem jeweils anderen gegenüber denken und wie sie die Ereignisse infolge dieser Erwartungen interpretieren. Dabei wird dem Leser allmählich immer klarer, dass die Reserviertheit von Florence nicht nur auf ihre mangelnde Aufklärung zurückzuführen ist, sondern vor allem darauf, dass sie möglicherweise in ihrer Kindheit von ihrem Vater missbraucht wurde – eine Tatsache, die in den Rückblenden nicht explizit dargestellt, aber angedeutet wird.
Nach einem verunglückten Petting in der Hochzeitsnacht entflieht Florence dem Hotelbett und läuft an den Strand. Edward folgt ihr zögernd. In ihrer nächtlichen Aussprache am Strand werden die Missverständnisse, die der Leser bereits aus den Gedanken der Personen kennt, nun offen verbalisiert und fortgeführt. Die Szene endet in gegenseitigen Vorwürfen und mit einem von Florence in ihrer Ausweglosigkeit zwar liebevoll gemeinten, aber von Edward vollkommen unverstandenen Vorschlag. Florence läuft zurück und verlässt das Hotel fluchtartig. Edward versucht nicht mehr, sie aufzuhalten. Die Ehe wird kurzerhand geschieden und die beiden sehen einander nie wieder.
Der Roman endet mit einer kurzen Zusammenfassung von Edwards weiterem Leben, seinen späteren Gedanken über die Geschehnisse damals am Strand, seinem Geständnis, dass er niemals wieder eine Frau so geliebt habe wie Florence, und seiner Reue darüber, damals zu wenig getan und nicht um sie gekämpft zu haben.

## Rezeption
In der Buchkritik im Tagesspiegel heißt es: „‚Am Strand‘ weitet den Novellenstoff einer ‚sich ereigneten unerhörten Begebenheit‘, wie Goethe das Genre ein für allemal charakterisiert hat, zu einem kleinen Roman mit fünf Kapiteln. In zwei Seitensträngen erzählt McEwan von der familiären Herkunft der Eheleute – und in einer Art Epilog auf den letzten Seiten, wie sich Edward an die Nacht erinnert, die ihr gemeinsames Leben vernichtete. […] Ian McEwan, geboren 1948, ist der Virtuose einer solch mikroskopischen Präzision, bei der die Erzählzeit die erzählte Zeit überwuchert. […] Kaum zu überschätzen ist aber, wie Ian McEwan der Hilf- und Sprachlosigkeit seines Paars Worte verleiht – weit darüber hinaus, dass er sie als ‚Gefangene ihrer Zeit‘ beschreibt. Wenn Florence bedauert, dass für das, was ihr zugestoßen sei, erst noch eine Sprache erfunden werden müsse, so hat er sie mit diesem kleinen Buch geprägt.“
Die Welt schreibt 2007 in ihrer Rezension des Romans: „McEwans Meisterschaft liegt nicht im [...] Inhalt, sondern in der Form. Seine Studie zu einer britischen Hochzeitsnacht liest sich wie ein Lehrbuchbeispiel für eine Literatur des hingehaltenen Vorspiels. [...] Der Anbruch eines neuen Umgangs mit Sex hat ab Mitte der 60er-Jahre dafür gesorgt, dass diese Disziplin als literarisches Unterfangen in den Hintergrund geschoben wurde. McEwans Leistung in ‚Am Strand‘ besteht in ihrer Rückeroberung. Die Zeitkapsel 1962, für das Liebespaar mit so vielen Unwägbarkeiten beladen, ist für dieses Vorhaben ihres Erzählers perfekt.“
Die Zeit urteilt dagegen in ihrer Buchbesprechung: „Ian McEwan ist gar kein Schriftsteller im eigentlichen Sinn. Er ist eher ein Soziologe, der Romane schreibt; ein Dozent, der etwas beweisen will; ein äußerst geschickter Textingenieur, und wenn ihn sein Geschick verlässt, dann klappern die Rohre und Streben seiner Geschichte recht traurig im Wind. […] In seinem neuen Roman Am Strand nun überkreuzen sich diese sonst so genau kalkulierten Pläne, es geraten Literatur und Zeitdiagnose ordentlich durcheinander – was vielleicht der Grund ist für das seltsam leblose und, schlimmer noch bei dem Thema, lustlose Scheitern dieses Sexromans vor dem Zeitalter des Sex. […] McEwan interessiert sich bei alldem so sehr für die Körper wie für die Psychologie der beiden Liebesversager, die sich genauso verhakt wie der Reißverschluss. Am Strand kommt es zu einer Verkettung von Anschuldigungen und Missverständnissen – ein Wort schließlich, eine Geste, ein Schritt hätten wohl gereicht, das gemeinsame Leben zu retten. Vielleicht nun hätte McEwan selbst aus dieser etwas merkwürdig didaktischen Geschichte einen traurigen, schönen Roman machen können, wenn er sich darauf verlassen hätte, die ganze Tragödie aus diesem einen Abend, aus einem einzigen Augenblick heraus zu erzählen. Aber er musste ja, obwohl er nur 200 Seiten hatte, auch noch ein Zeitpanorama reinpacken; er musste die lähmende Vorgeschichte der Liebe erzählen, wie sich die beiden kennengelernt haben auf einer Anti-Atom-Veranstaltung; er musste einen Missbrauch von Florence andeuten; er musste Florence klassische Musik lieben lassen und Edward den Rock’n’Roll. Er hat sie mit all dem soziologischen Ballast beschwert, der ihnen die Chance und die Poesie dieses einen Moments gerade genommen hat.“

## Auszeichnungen
Das Buch stand 2007 auf der Shortlist des Booker Prize und wurde im selben Jahr mit dem Kulturnews-Award ausgezeichnet.

## Film
2017 wurde die Erzählung von Dominic Cooke verfilmt, Saoirse Ronan und Billy Howle spielen das Ehepaar, Emily Watson eine Nebenrolle. Das Drehbuch schrieb Ian McEwan.

## Ausgaben
- On Chesil Beach. Jonathan Cape, London 2007, ISBN 0-224-08118-7 (englische Erstausgabe).
- Am Strand. Ins Deutsche übersetzt von Bernhard Robben. Diogenes, Zürich 2007, ISBN 3-257-06607-4.

## Sekundärliteratur
- Elsa Cavalié: ‚A sudden space began to open out‘: Beachscapes and Liminality in Ian McEwan’s On Chesil Beach. In: Études britanniques contemporaines 55 (Online), Dezember 2018.
- Janine Utell: On Chesil Beach and Fordian Technique: Intertextuality, Intimacy, Ethical Reading. In: Journal of Modern Literature 39:2, 2016, S. 89–104.